# Das Beste liegt noch vor uns
Das Beste liegt noch vor uns (Originaltitel Il sol dell’avvenire, dt.: „Die Sonne der Zukunft“) ist ein italienischer Spielfilm von Nanni Moretti aus dem Jahr 2023. Die Tragikomödie handelt von einem renommierten Regisseur, dessen Vorbereitungen zu seinem neuesten politischen Film aufgrund verschiedener Krisen zu scheitern drohen. Die Hauptrolle übernahm Regisseur Moretti. Das Werk kam im April 2023 in die italienischen Kinos. Die internationale Premiere erfolgte einen Monat später beim Filmfestival von Cannes.

## Handlung
Der bekannte italienische Filmemacher Giovanni steht kurz vor dem Drehbeginn zu seinem neuesten politischen Werk, einem Zirkusfilm, der im Italien der 1950er-, 1960er- und 1970er-Jahre spielt. Dieser Film ist eine Auseinandersetzung mit der italienischen kommunistischen Partei und mit deren Haltung zum antisowjetischen Widerstand im Ostblock: namentlich den Aufständen in Ungarn. Der Titel spielt auf eins der zahlreichen Motti der KPUdSSR an: "die "Strahlende Zukunft".
Auch die Vorbereitungen zum Film drohen aufgrund verschiedener Krisen zu scheitern. Der Mittfünfziger leidet unter Beziehungsproblemen, während sein Koproduzent finanziell am Rande des Bankrotts steht. Es kommt zur Meinungsverschiedenheit mit einer Darstellerin, die in dem Politfilm eher einen Liebesfilm sieht. Gleichzeitig macht der Erfolg von Streaminganbietern wie Netflix der traditionellen Filmwirtschaft zu schaffen. Bald hat Giovanni das Gefühl, dass sich alles gegen ihn verschworen hat. Sprichwörtlich auf dem Drahtseil balancierend, muss er seine Vorgehensweise neu überdenken, wenn er auch zukünftig im Geschäft bleiben möchte.

## Veröffentlichung
Der Kinostart in Italien erfolgte am 20. April 2023 im Verleih von 01 Distribution. Die internationale Premiere fand am 24. Mai im Hauptwettbewerb der Filmfestspiele von Cannes statt. Ein regulärer Kinostart in Frankreich ist ab 28. Juni 2023 unter dem Titel Vers un avenir radieux (dt.: „Auf in eine strahlende Zukunft“) im Verleih von Le Pacte geplant.

## Auszeichnungen
Für Il sol dell’avvenire erhielt Moretti seine neunte Einladung in den Wettbewerb um die Goldene Palme, den Hauptpreis des Filmfestivals von Cannes.